# Oxazine

Die acht existierenden isomeren Oxazine

4H-1,4-Oxazin

Oxazine (nach dem Hantzsch-Widman-System) sind heterocyclische, ungesättigte Kohlenstoffverbindungen, die im gleichen sechsgliedrigen Ringsystem sowohl ein Sauerstoff- als auch ein Stickstoffatom besitzen. Nach der Lage der Heteroatome wird der entsprechende Stoff als 1,2-Oxazin, 1,3-Oxazin oder 1,4-Oxazin bezeichnet. Eines der einfachsten hydrierten Oxazine ist das Morpholin (Tetrahydro-1,4-oxazin oder 1,4-Oxazinan).

## Vorkommen
Oxazine kommen in der Natur sehr häufig als Farbstoffe, so als Indikatorfarbstoff Lackmus, und Glykoside vor. Sehr komplexe Vertreter sind die toxischen Oxazinine.

## Eigenschaften
Das Vorkommen der beiden Heteroatome Sauerstoff und Stickstoff macht die Oxazine zu Ampholyten, d. h., sie besitzen sowohl saure als auch basische Eigenschaften. Weiterhin sind die polaren Substanzen meist gut wasserlöslich. Aromatische Oxazine weisen sehr oft eine Fluoreszenz auf.

## Verwendung
Oxazine werden in der chemisch-pharmazeutischen Industrie als wichtige Ausgangs-/Zwischensubstanzen für Medikamente (z. B. Antibiotika) sowie als Farbstoffe (z. B. für CDs/DVDs) benutzt. Oxaziclomefon ist ein (in der Europäischen Union und in der Schweiz nicht als Pflanzenschutzwirkstoff zugelassenes) Herbizid für den Reisanbau.